# Carlos Flores Juberías
Carlos Flores Juberías (Valencia, 1964) es un político español, catedrático de Derecho  en la Universidad de Valencia en la especialidad de Derecho Constitucional. Fue el candidato de Vox a la Presidencia de la Generalidad Valenciana en las elecciones autonómicas valencianas de 2023y actualmente es diputado en las Cortes Generales. 

## Biografía
Carlos Flores nació en Valencia. En su juventud se afilió a Fuerza Nueva, y fue en las listas de la formación ultraderechista como candidato por Valencia en las elecciones generales de 1982, con apenas dieciocho años de edad.
Se graduó y realizó un doctorado en Derecho, con Premio Extraordinario en ambos casos, en la Universidad de Valencia. En esa misma universidad se convirtió en profesor asociado en 1995 y en 2017 se convirtió en profesor titular de Derecho Constitucional; de 1993 a 1995 fue profesor invitado en la Universidad de California en San Diego con una beca Fulbright, y obtuvo una licenciatura adicional en Ciencias Políticas en la Universidad Nacional de Educación a Distancia. Fue columnista del diario nacional ABC (2008-2015), y luego del diario valenciano Las Provincias. Recibió doctorados honorarios de la Universidad de San Francisco Xavier en Bolivia (2011) y la Universidad Santos Cirilio y Metodio de Skopie en Macedonia del Norte (2015), y se convirtió en cónsul honorario de este último país en Valencia en 2008. Desde 2016 es miembro del Consejo de Transparencia de la Generalidad Valenciana. Además de sus escritos sobre la constitución española, también estudia el proceso democrático en Europa del Este.
En diciembre de 2022, Flores fue elegido por Vox como su candidato a presidente en las elecciones a las Cortes Valencianas de 2023. Tras su elección, el diario local Levante-EMV reveló que había sido condenado en 2002 a un año de prisión y al pago de 6000 euros por violencia psíquica habitual y veintiún faltas de coacciones, injurias y vejaciones a su exmujer, de quien se había separado en 1999. Flores dijo que, entonces, tanto él como su mujer se habían presentado denuncias mutuas en repetidas ocasiones, las cuales fueron retiradas o terminaron en absolución, excepto esa, cuya ejecución de la pena fue suspendida debido a carecer de antecedentes penales.

## Posiciones políticas
Flores interpreta que la Constitución española prohíbe el aborto por el derecho a la vida contenido en su artículo 15. Ha acusado a los partidos nacionalistas catalanes y de izquierda de «actuar en contra de la Constitución», y al presidente del Gobierno Pedro Sánchez de «apoyar la Constitución de palabra mientras la ataca con sus actuaciones». Así mismo expresó que no había base legal para la declaración unilateral de independencia de Cataluña en 2017. Durante la pandemia de COVID-19 en España, opinó sobre el estado de alarma declarado por el gobierno de Sánchez, declarándolo inconstitucional y contrario al Estado de derecho. Lo comparó con anular teóricamente los derechos de todos los vascos o musulmanes en la lucha contra el terrorismo.
Flores dijo en 2018 que una ley propuesta por Unidas Podemos para trasladar ciertos poderes de las diputaciones provinciales a la Generalidad era inconstitucional porque iba en contra del artículo 137 de la Constitución que define la división del territorio. Es defensor de la monarquía y escribió en octubre de 2020 que el Rey Felipe VI era «mejor que muchos presidentes de diversos países europeos y americanos».
Tras las elecciones autonómicas andaluzas de 2018, las primeras en las que Vox consiguió escaños en una legislatura autonómica, Flores —sin militar aún en el partido— aseguró que en la Comunidad Valenciana ocurriría lo mismo. Además, ha expresado su preocupación por la inmigración ilegal, incluido el atraque del barco Aquarius de la ONG OpenArms en la región, así como sobre el separatismo, especialmente el movimiento independentista catalán, y el declive del Partido Popular de la Comunidad Valenciana debido a escándalos de corrupción.